# 54e corps (Empire allemand)

Le 54e corps est une grande unité de l'armée de l'Empire allemand pendant la Première Guerre mondiale.

## Structure
Le 54e corps est un commandement général (Commandement général à usage spécial). Ceux-ci sont créées à partir de 1916 et sont de purs postes de commandement, les unités militaires y sont affectées selon les besoins.

## Histoire
Le 4 septembre 1916, l'empereur nomme le lieutenant-général Viktor Kühne à la tête du 54e commandement général nouvellement créé. Ce commandement général est d'abord engagé à Verdun avant d'être transféré le 12 octobre sur le Front de l'Est en Transylvanie. Le groupe "Kühne" formé près de Petroszeny est composé des 41e, 109e et 301e divisions d'infanterie. Le corps intervient à la mi-novembre dans le cadre de la 9e armée pour une opération d'envergure lors de la bataille de Târgu Jiu et réussit, avec le corps de cavalerie Schmettow, à pénétrer en Valachie. Le 20 novembre, il réussit à entrer sans combat dans Craiova. À partir du 2 décembre 1916, le groupe Kühne, renforcé par la 11e division d'infanterie bavaroise, combat dans la bataille de l'Argeș et se trouve le 6 décembre devant Bucarest. Le 54e commandement général force ensuite la percée à travers les positions de la 2e armée roumaine (de) (général Averescu) lors de la bataille de Rimnicul-Sarat (de) (22-27 décembre 1916) et avance avec le 1er corps de réserve en direction de Focșani. En janvier 1917, le commandement général est déployé à la bataille de la Putna (județ de Vrancea) et attaque avec les 41e et 109e divisions d'infanterie à Mărăşeşti contre le Sereth. Il reçoit le 2 février 1917 un nouveau commandant en la personne du général Richard von Kraewel.
Sous les généraux commandants suivants, Eduard von Liebert et Max von Müller, le commandement général est transféré sur le front occidental en tant que groupe "Liesse" de la 7e armée et est impliquée dans les batailles défensives réussies sur l'Aisne. Lors de la bataille de Malmaison, la 13e division d'infanterie ainsi que les 2e et 5e divisions de la Garde sont subordonnées au commandement général. Attaqué par les Français avec le 8e corps de réserve entre le 23 et le 25 octobre 1917, il perd le coin de front à Lauffaux.
Le 20 janvier 1918, Alfred von Larisch est nommé chef du commandement général, qui est alors responsable des 5e et 6e division d'infanterie ainsi que la 51e division de réserve et la 6e division de réserve royale bavaroise. Il participe à l'attaque allemande qui débute le 27 mai 1918, la bataille de Soissons et de Reims. Le premier jour de combat, 40 officiers et 2000 hommes furent capturés sur le plateau de Pinon-Chavignon, ainsi que 50 canons et plus de 200 mitrailleuses. Après une nouvelle avancée réussie, le groupe de combat se heurte le 30 mai au nord-ouest et à l'ouest de Soissons à une résistance acharnée, qui conduit finalement à la fin de l'offensive allemande début juin. Lors de l'offensive alliée, le commandement général de la 2e armée peut défendre avec succès la partie du groupe qu'il défend au nord de la Somme. Lors de ces combats, le commandement a sous ses ordres à droite la 233e division d'infanterie (de) à Albert, au centre à l'Ancre la 54e division de réserve  et à gauche près de Morlancourt la 27e division d'infanterie. Larisch est décoré de l'ordre Pour le Mérite le 25 août 1918. Du 22 août au 2 septembre, le groupe combat à Albert-Péronne, à partir du 8 septembre pendant un mois dans la position Siegfried entre Cambrai et St Quentin puis dans la position Hermann. Début novembre 1918, Larisch se replie avec ses formations sur la position Anvers-Meuse.
Après l'armistice de Compiègne, Larisch ramène les divisions sous ses ordres dans leur pays, où la démobilisation du commandement général a lieu le 18 janvier 1919.

## Général commandant
| Dienstgrad             | Name                | Date                                  |
| ---------------------- | ------------------- | ------------------------------------- |
| Generalleutnant        | Viktor Kühne        | 4 septembre 1916 au 2 février 1917    |
| Generalleutnant        | Richard von Kraewel | 2 février 1917 au 25 février 1917     |
| General der Infanterie | Eduard von Liebert  | 25 février 1917 au 17 juin 1917       |
| Generalleutnant        | Max von Müller      | 17 juin 1917 au 21 janvier 1918       |
| Generalleutnant        | Alfred von Larisch  | 21 janvier 1918 à la fin de la guerre |